# Maïsadour
Maïsadour, «Маисадур» — французский сельскохозяйственный кооператив. Производит семена, кукурузу и другие зерновые, фрукты и овощи, занимается разведением и переработкой домашней птицы и лосося. Штаб-квартира расположена в коммуне О-Моко (департамент Ланды, регион Новая Аквитания).

## История
Кооператив был основан в 1936 году под названием Blé des Landes («Пшеница Ландов»). В 1949 году кооператив начал производство семян кукурузы. В 1960 году название было изменено на Céréales des Landes («Злаки Ландов»), а в 1973 году — на Maïsadour (от фр. maïs — кукуруза и реки Адур). Также в 1973 году было начато производство кормов для животных.
В 1989 году была создана дочерняя компания в Германии. В 1993 году было создано подразделение по разведению птицы. В 1998 году была куплена компания Delpeyrat, производитель фуа-гра и копчёностей, основанный в 1890 году. В 1999 году было создано совместное предприятие Maïsadour Semences S.A. с компанией Syngenta. В 2003 году была создана дочерняя компания в Марокко по производству фруктов и овощей. В 2010 году в Могилёве (Украина) открылся завод по производству семян кукурузы. В 2011 году был куплен ещё один производитель фуа-гра, компания Comtesse du Barry, основанная в 1908 году. В 2015 году подразделение семян было объединено с аналогичным подразделением кооператива Terrena. В 2016 году была куплена итальянская компания SEMFOR (производство семян). В 2018 году Maïsadour Semences было переименовано в MAS Seeds; к этому времени 85 % его выручки приносили продажи вне Франции. В 2019 году в Мексике была куплена станция по выведению тропических сортов кукурузы.

## Деятельность

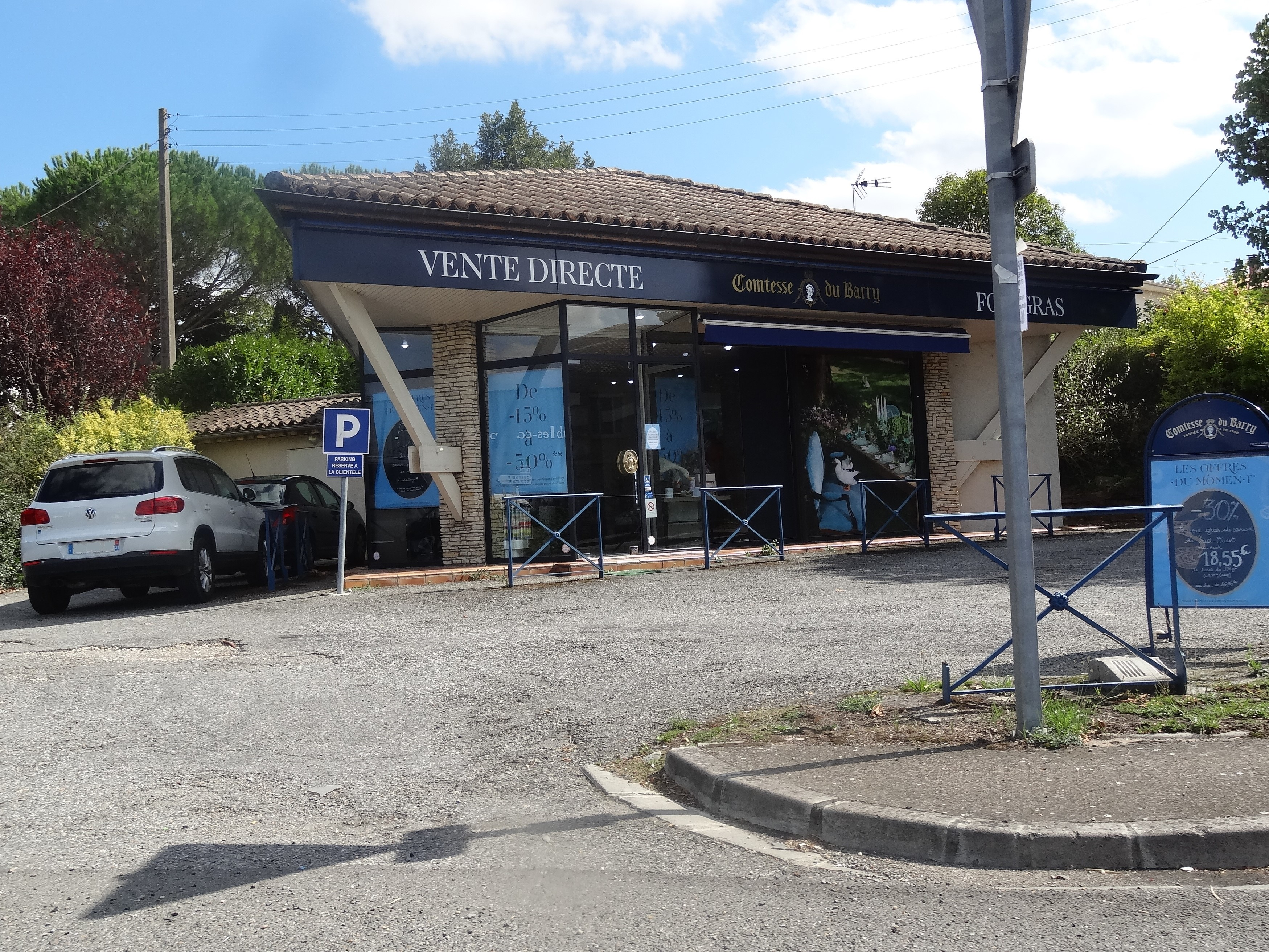
Фирменный магазин Comtesse du Barry в Жимоне

В кооператив Maïsadour входят 5 тысяч фермеров. Подразделения по состоянию на 2023/24 финансовый год:
- семена — выведение новых сортов, производство и продажа семян кукурузы, подсолнечника, овощей, сои и кормовых культур; бренд — MAS Seeds; 11 филиалов в Европе, по одному в Мексике и Кот-д’Ивуаре; 16 % выручки;
- сельское хозяйство — производство и сбор аграрной продукции, как растительной (злаки, овощи, виноград), так и животной (куры, утки, гуси, лосось и форель); 54 % выручки;
- птица — переработка мяса птицы на 3 фабриках; 16 % выручки;
- гастрономия — производство готовых продуктов из птицы и лосося под брендами Delpeyrat, Sarrade, Delmas, Comtesse du Barry, Fiers de nos Terres, Terres Paisanes; 15 % выручки.